# Liqin Hotel
Le Liqin Hotel est un gratte-ciel en construction à Tianjin en Chine. Il s'élèvera à 211 mètres. Son achèvement est prévu pour 2018. 